# ホウクン
龐 勛（ほう くん、? - 869年）は、唐末の反乱指導者。

## 略歴
懿宗の咸通3年（862年）、南詔が当時唐の領土であった交州を占領した。唐は徐州・泗州に命じて兵二千人を救援に向かわせ、八百人にて桂州を防備した。龐勛は桂州守備兵の粮料判官に任命された。
咸通9年（868年）7月、桂州の国境守備はすでに6年にもおよび、守備隊の兵士に帰郷への思いが募った。 ところが、観察使の崔彦曽はさらに一年間の駐留継続を要求した。兵卒の恨みつらみは爆発し、都将の王仲甫を殺害して龐勛をリーダーに据えた（龐勛の乱）。反乱軍は北進し、桂林・湖南・湖北・安徽・浙江・江蘇を経て、徐州にまで至った。反乱の途上には崔彦曽を捕虜にし、龐勛軍に呼応する形で大規模な農民反乱が発生。勢いを得た反乱軍は、本拠を淮口において長安を脅かした。
咸通10年（869年）に、唐の朝廷は康承訓・王晏権・戴可師等、二十万の大軍を鎮圧のために派遣し、三手に分けて進軍させた。 三万の羽林軍は怖気付いていたために進軍に手間どり、淮河を通過して泗州の南東にある都梁城に到着したときには、すでに反乱軍が夜間にまぎれてこっそり抜け出していた。そのため官軍入城の折には、すでにもぬけの空であった。またある日のこと、官軍が大規模な霧に見舞われているところに、濠州の王弘が数万の大軍で攻撃を仕掛け、ほしいままに撃破して三万の官軍は全滅した。